# Mauerlauf
Mauerlauf (auch Wandlauf) war ein aus Wehrübungen entstandener mittelalterlicher Wettkampf, der im Zuge der „Versportung“ geübt und exakt gemessen wurde, indem ein in die Wand geschlagener Nagel mit dem Fuß herausgetreten werden musste. Hierbei wurde mit Anlauf an einer senkrechten Wand hochgelaufen und zum Schluss mit gestrecktem Bein ein Ziel (hier Nagel) berührt. Die beste überlieferte Leistung erbrachte Christoph der Starke mit 12 Fuß (ca. 3,60 m). Die Übung eignet sich auch zur Vorbereitung des Saltos rückwärts.